# Collège des Arts
Le Collège des Arts est un collège de l’université de Caen fondé en 1460.
Situé à l’angle de la rue des Grandes-Écoles et de la cour des Cordeliers, ce collège avait été fondé sur l’emplacement de l’hôtel de Michel d’Anfernet, sieur de Montchauvet, par la faculté des arts, qui l’avait acheté, en 1460, sur ses fonds et lui avait donné son nom. 
Les bâtiments furent agrandis en 1480. De 1487 à 1496, une belle façade y fut érigée, sur arcs et porches, ornée des statues des sept arts libéraux, que les Calvinistes détruisirent en 1562, les ayant prises, dit-on, pour des images de saints.
Jean-Baptiste Couture fut régent du collège.
En 1786, un édit de Louis XVI, portant règlement pour l’université de Caen, supprima le collège des Arts comme collège ordinaire, pour le transformer en un établissement dit « Collège royal de Normandie », où seraient institués des cours libres de physique expérimentale, mathématiques, littérature française et langue grecque, ouverts à tous auditeurs bénévoles, sans condition préalable d’inscription ni rétribution quelconques.
En raison de la Révolution, ledit « Collège royal de Normandie » dura moins de cinq ans.
Après de l'université par la loi du 10 mai 1806, le Palais des facultés, occupé par l'université de Caen et pas l'administration judiciaire, est trop exigu. Pour pallier le manque de place, l'ancien collège des Arts, situé rue Pasteur également, est mis à disposition de l'université. Il est reconstruit en 1841 pour abriter la faculté des Sciences.

## Sources
- Gervais de La Rue, Essais historiques sur la ville de Caen et son arrondissement, Caen, Poisson, 1820, p. 217-8 [lire en ligne (page consultée le 22 août 2008)]
- Frédéric Vaultier, Histoire de la ville de Caen, Caen, B. Mancel, 1843, p. 162-5.